# Disobedience
Disobedience es una película estadounidense-británica de drama, romance y cine negro dirigida por el cineasta chileno Sebastián Lelio, escrita por él y Rebecca Lenkiewicz y basada en la novela homónima de Naomi Alderman. Es protagonizada por Rachel Weisz, Rachel McAdams y Alessandro Nivola. Se estrenó en el Festival Internacional de Cine de Toronto en 2017 y fue exhibida en Estados Unidos en abril de 2018 luego de haber sido presentada en el Festival de Tribeca en Nueva York. En Australia tuvo su estreno el 14 de junio de 2018 luego de su paso por el festival de Sídney. Fue estrenada en el Reino Unido el 30 de noviembre del mismo año.
La película recibió aclamación por partes de los críticos quienes halagaron las actuaciones de Weisz, McAdams y Nivola, así como la dirección de Lelio y el guion del mismo junto a  Rebecca Lenkiewicz, y  la cinematografía de Cohen.

## Argumento
Ronit Krushka es una mujer madura que viene de una familia judía ortodoxa y es mal vista por su familia por su pasado. Vive en Nueva York, donde trabaja como fotógrafa, pero al fallecer su padre recibe la noticia de Esti, su amiga, y regresa a Londres para asistir al funeral. En Londres ve a Esti, su amiga de la infancia y profesora, quien está casada con Dovid, el próximo rabino de su comunidad. Ronit y Esti tuvieron un romance lésbico en la adolescencia que es conocido por los cercanos de Esti, y ya siendo adultas, de nuevo reunidas, llevan en secreto una aventura romántica prohibida, hasta que son descubiertas por gente de la comunidad judía en un patio. Dovid toma una reacción inesperada que desencadena una serie de acontecimientos entre Ronit y Esti.

## Reparto
- Rachel Weisz como Ronit Krushka.
- Rachel McAdams como Esti Kuperman.
- Alessandro Nivola como Rabino Dovid Kuperman.
- Bernardo Santos como Jonathan Schey.
- Anton Lesser como Rav Kruschka.
- Bernice Stegers como Tía Fruma.
- Allan Corduner como Tío Moshe.
- Nicholas Woodeson como Rabino Goldfarb.
- Liza Sadovy como Rebbetzin Goldfarb.
- Clara Francis como Hinda.
- Mark Stobbart como Lev.
- Caroline Gruber como Hannah Shapiro.
- Alexis Zegerman como Riuka.

## Producción
En septiembre de 2016 se anunció que la actriz Rachel Weisz protagonizaría una adaptación cinematográfica de la novela Disobedience de la escritora Naomi Alderman. Sebastián Lelio es el director de la película, Ed Guiney y Frida Torresblanco son los productores, en octubre la actriz Rachel McAdams se unió al elenco, anunciada como coprotagonista. Finalmente el actor Alessandro Nivola completó el elenco y se inició el rodaje en Cricklewood, Reino Unido.
En mayo de 2017 varias productoras adquirieron los derechos de distribución, la cinta se estrenó en el Festival de cine de Toronto en septiembre de 2017 con fecha de lanzamiento para salas comerciales en abril de 2018 en Estados Unidos y agosto de 2018 en Reino Unido.

## Recepción
La película recibió críticas positivas, mantiene un porcentaje de aceptación del 92% en el sitio Rotten Tomatoes, en Metacritic la cinta tiene un puntaje de 81 sobre 100 e indica una "aclamación universal". Andrew Barker de la revista Variety reseñó la cinta de manera positiva, apuntando que es un buen trabajo del director Lelio en su carrera. El sitio Hollywood Reporter mencionó que «es una cinta hermosamente actuada por Weisz y McAdams, la historia del triángulo amoroso le da puntos de melancolía romántica, es un drama profundo».
Peter Travers de la revista Rolling Stone le dio al filme una calificación de 3.5 de 4 estrellas y la describió como «maravillosamente actuada, con un espectacular guion y dirección. El director Lelio logra que las protagonistas den lo mejor de si». El crítico David Ehrlich de IndieWire destaca la importancia de una espectacular dirección y actuación de los personajes, además agrega que «las actuaciones de Weisz y de McAdams son fenomenales, logrando crear momentos maravillosos juntas». Peter Bradshaw del diario británico The Guardian destaca también la dirección, la actuación y la música; elogia a Rachel Weisz, Rachel McAdams y Alessandro Nivola, además del control que tiene el director sobre la cinta junto a una dirección de fotografía de Danny Cohen llamativa, remarca también una interesante banda sonora por parte de Matthew Herbert. Manohla Dargis del diario The New York Times describe la cinta como «la historia de una fotógrafa acostumbrada a la vida moderna, que tras la muerte de su padre se encuentra en un mundo religioso muy prohibitivo», además destaca que «el director maneja la cinta con sensibilidad e inteligencia visual» y el guion tiene «detalles realistas que dan energía a las escenas».

## Premios y reconocimientos
La cinta fue nominada en los Premios British Independent Film Awards en las categorías de mejor película independiente británica, mejor guion, Rachel Weisz fue nominada a mejor actriz, Rachel McAdams y Alessandro Nivola fueron nominados a mejor actriz y actor de reparto respectivamente. Nivola ganó como mejor actor secundario o de reparto. En 2019 ganó el Premio del público al Mejor Largometraje de Ficción en el Festival CINHOMO de España.